# Fokker 50
Fokker 50 er et tomotoret turbopropfly der er udviklet og produceret af den hollandske flyproducent Fokker. Fra 1987 til 1997 blev der i alt produceret 208 eksemplarer af typen. Den er en videreudvikling af typen Fokker F27 Friendship.
Flyet blev første gang sat i kommerciel drift 25. november 1987 af det australske selskab Ansett Australia. Der er i 2011 omkring 170 eksemplarer der stadigvæk flyver. Den ældste model blev indregistreret i september 1990. Flyselskaberne Skyways og Air Iceland er de eneste fra Norden der benytter flyene i fast rutedrift.